# Großaitingen

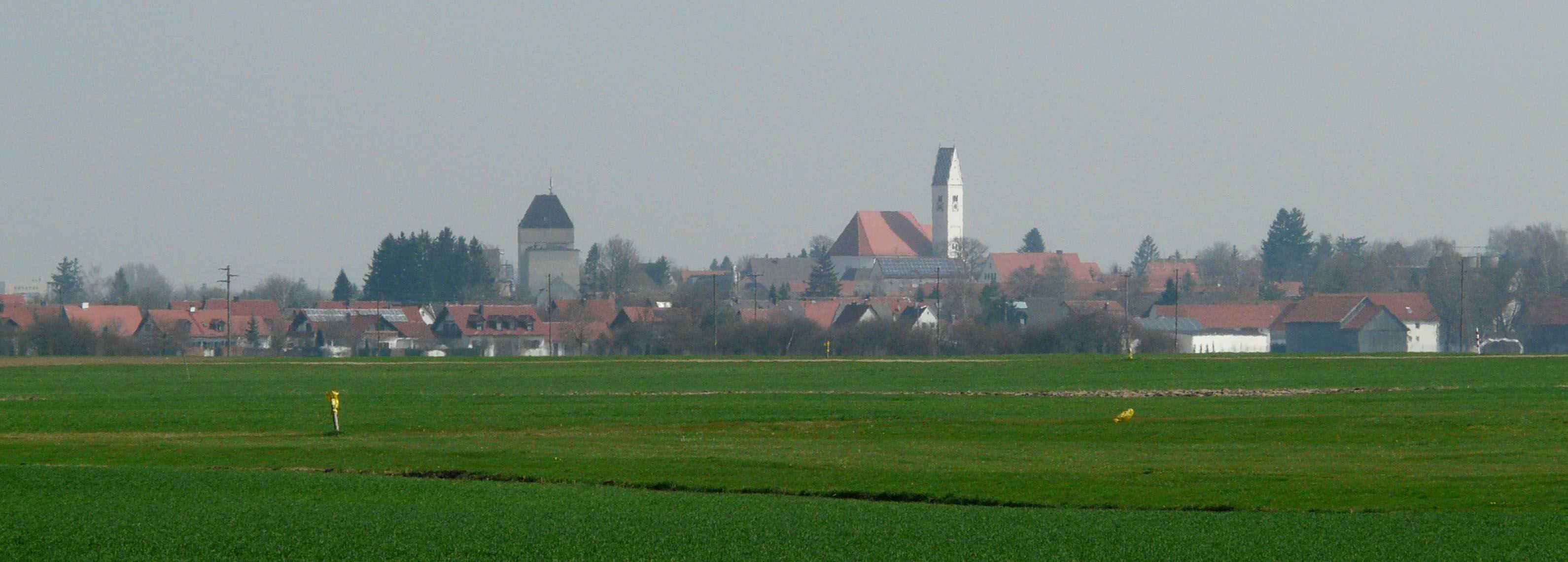
Großaitingen von Südwesten

Großaitingen ist eine Gemeinde im schwäbischen Landkreis Augsburg.

## Geografie

### Lage
Die Gemeinde liegt etwa 15 Kilometer südwestlich von Augsburg an der Singold und der Wertach, am westlichen Rand der Lech-Wertach-Ebene. Etwa fünf Kilometer südlich von Großaitingen befindet sich die Stadt Schwabmünchen, fünf Kilometer nördlich Bobingen. Zwischen Bobingen und Großaitingen liegt die Gemeinde Wehringen. Im Westen grenzt der Gemeindeteil Reinhartshofen, im Osten Kleinaitingen. Zu Großaitingen gehört auch die 1948 von Heimatvertriebenen aus Siebenbürgen gegründete Gnadentalsiedlung.

### Gemeindegliederung
Die Gemeinde hat vier Gemeindeteile (in Klammern ist der Siedlungstyp angegeben):
- Eggerhof (Einöde)
- Großaitingen (Pfarrdorf)
- Hardt (Dorf)
- Reinhartshofen (Kirchdorf)

## Geschichte

### Bis zur Gemeindegründung
Es wird angenommen, dass Großaitingen eine ursprünglich alemannisch-germanische Siedlung ist, die um das Jahr 500 gegründet wurde. Erstmals schriftlich belegt ist Großaitingen um 972/973 in der Lebensbeschreibung des Fürstbischofs Ulrich von Augsburg. Das Gebiet gehörte zum verhältnismäßig geschlossensten und bedeutendsten Besitz des Domkapitels Augsburg. 1803 kam der Ort im Zuge der Säkularisation zu Bayern.

### Eingemeindungen
Im Zuge der Gebietsreform in Bayern wurde am 1. Mai 1978 der Großteil der aufgelösten Gemeinde Reinhartshofen eingegliedert.

### Einwohnerentwicklung
Zwischen 1988 und 2018 wuchs die Gemeinde von 3726 auf 5133 Einwohner bzw. um 37,8 %.

## Politik
Die Gemeinde ist Mitglied der Verwaltungsgemeinschaft Großaitingen.

### Gemeinderat
Der Gemeinderat besteht aus dem ersten Bürgermeister und den Gemeinderatsmitgliedern.
Bei der Gemeinderatswahl vom 15. März 2020 waren wegen gestiegener Einwohnerzahlen erstmals 20 Gemeinderatsmitglieder zu wählen:
- CSU: 6 Sitze (28,5 %)
- Bündnis 90/Die Grünen: 3 Sitze (16,7 %)
- SPD: 2 Sitze (11,9 %)
- Freie Wählervereinigung Großaitingen: 4 Sitze (22,0 %)
- Freie Wählergemeinschaft Reinhartshofen-Hardt: 2 Sitze (8,5 %)
- Junge Liste: 1 Sitz (4,9 %)
- Freie Bürger Union: 2 Sitze (7,4 %)

In der Amtszeit von Mai 2014 bis April 2020 war die Verteilung der 14 Gemeinderatsmitglieder wie folgt:
- CSU: 5 Sitze
- SPD: 4 Sitze
- Freie Wählervereinigung Großaitingen: 3 Sitze
- Freie Wählergemeinschaft Reinhartshofen-Hardt: 2 Sitze
- Freie Bürger-Union: 1 Sitz
- Junge Liste: 1 Sitz

### Bürgermeister
Seit 1. Mai 2014 ist der parteilose Erwin Goßner Bürgermeister, der über den Wahlvorschlag der SPD am 16. März 2014 mit 50,9 Prozent der Stimmen gewählt wurde. Am 15. März 2020 wurde er bei zwei Mitbewerbern im ersten Wahlgang mit 73,4 % im Amt bestätigt; er trat dabei als Kandidat der Wählergruppe Gemeinsam für Großaitingen an. Sein Vorgänger war Franz Stellinger (SPD) (2002–2014).

### Wappen
| Wappen von Großaitingen | Blasonierung: „In von Weiß und Blau gerautetem Schild eine goldene Kugel mit innerer Einfasslinie und Querstrich (Reichsapfel).“ |
| Wappen von Großaitingen | Wappenbegründung: Im 11. und 12. Jahrhundert erwarb das Domkapitel von Augsburg durch Schenkung und Kauf so viel Grundbesitz in der Gemeindeflur, dass dieses Gebiet zum verhältnismäßig geschlossensten und bedeutendsten Besitz des Bistums wurde. Das Domkapitel richtete im Ort ein Pflegamt ein. Der Augsburger Fürstbischof Clemens Wenzeslaus (1739 bis 1812) forderte die großen Orte an der sogenannten Hochstraße dazu auf, Grenzsteine, Grenzpfähle, Weidesäulen und gemeindliche Gerätschaften wie Feuerlöschgeräte mit einem Abzeichen zu versehen. Großaitingen orientierte sich ebenso wie Kleinaitingen an dem Hauptort Schwabmünchen und übernahm den Reichsapfel aus dessen Wappenbild. Seit Großaitingen zu Bayern gehört, liegt der Reichsapfel auf weiß-blau gerautetem Grund. Das um 1815 entstandene Siegel mit der Umschrift „Ruralgemeinde Grosaitingen“ zeigt über dem beiderseits von einem Blätterzweig umgebenen Schild drei Ähren zwischen einer Sense und einem Dreschflegel. Das Staatsministerium des Innern bewilligte am 30. August 1838 die Fortführung des Siegels gemäß der königlichen Genehmigung vom 22. März 1836. Im Juli 1928 verfügte das Staatsministerium des Innern, dass die Ähren, Geräte und Zweige im Wappenbild nicht mehr dargestellt werden sollen. Dieses Wappen wird seit 1954 geführt. |

## Kirchen und Kapellen
- katholische St. Nikolaus-Kirche
- evangelische Dietrich-Bonhoeffer-Kirche

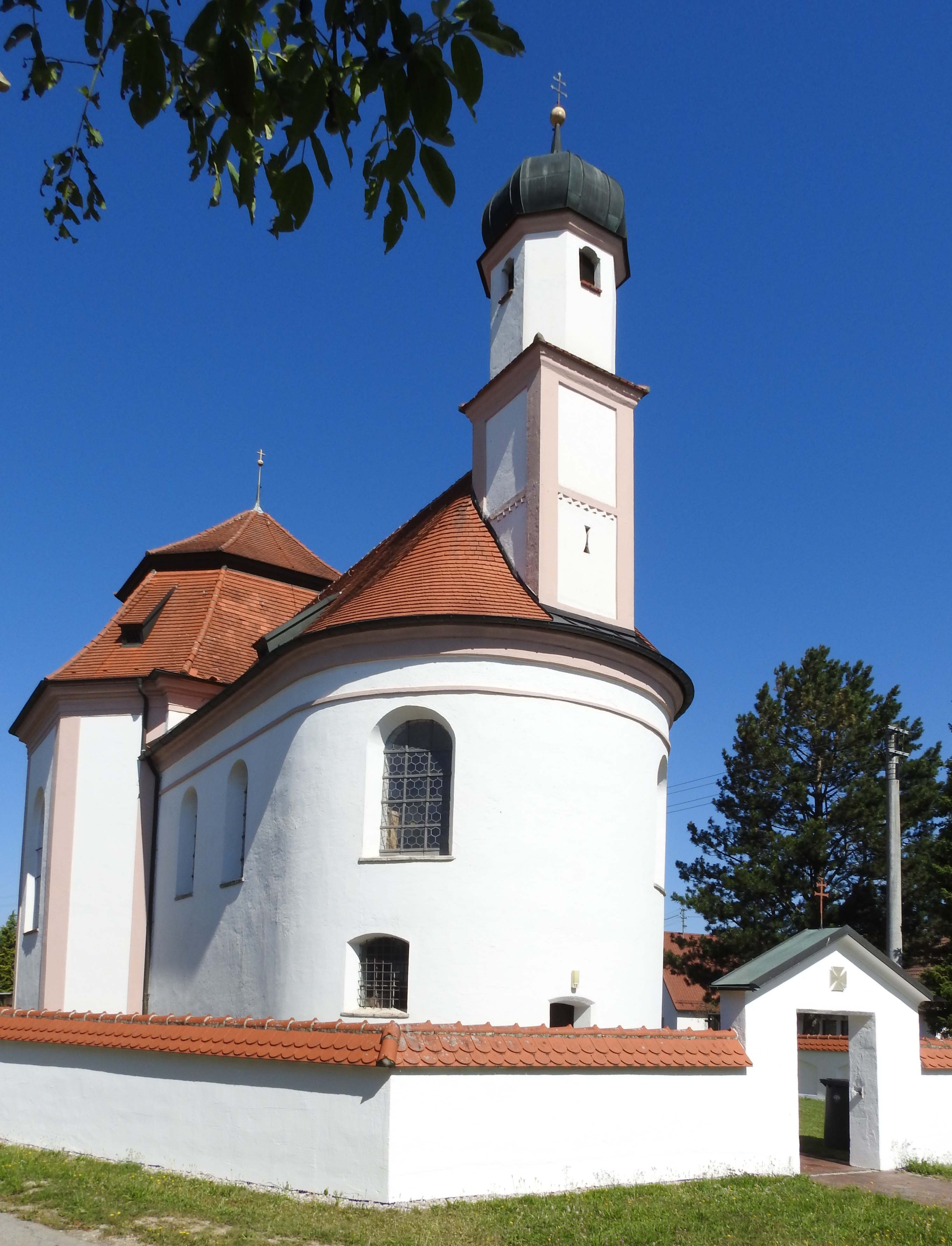
Sebastianskapelle

- Sebastianskapelle
- Leonhardskapelle
- Ottilienkapelle
- Schächerkapelle
- Christophoruskapelle

## Wirtschaft und Infrastruktur
Auf dem Verwaltungsgebiet befindet sich ein seit 1979 betriebenes Ölfeld. 2012 wurden im Umfeld durch Wintershall neue Bohrungen für eine Aufrechterhaltung der Förderung in den nächsten beiden Jahrzehnten abgeteuft.

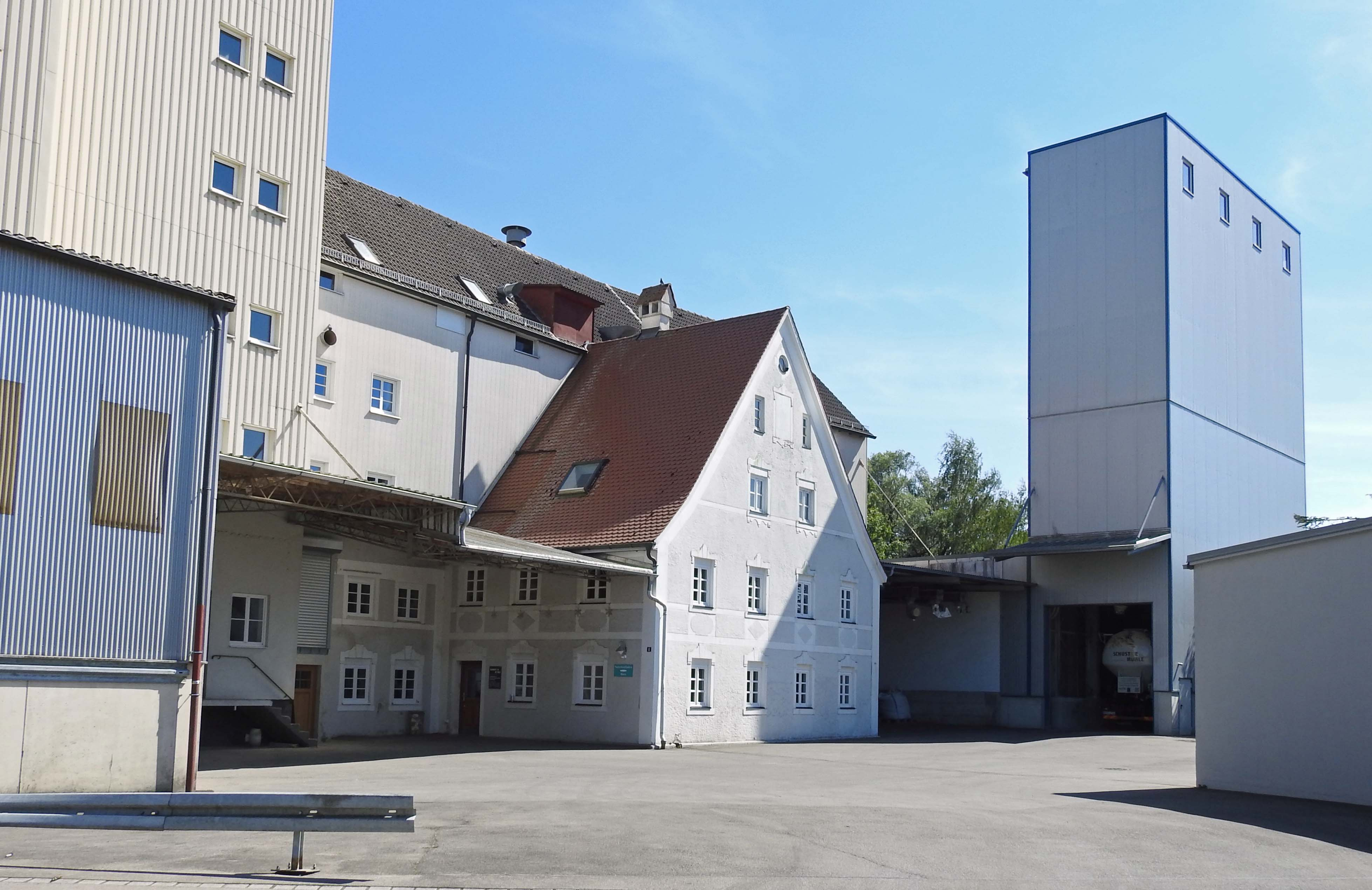
Schustermühle

## Gewerbegebiet
Der Hauptort besitzt ein abgeteiltes Gewerbegebiet an der Bahnstrecke Augsburg–Buchloe, das aus dem ehemaligen Bahnhof Großaitingen entstand. Wintershall betreibt hier eine Erdgas-Abfackelung sowie den Versand des hier geförderten Öles.

## Persönlichkeiten
- Cyrill Kistler (* 1848 in Großaitingen, † 1907 in Bad Kissingen), Komponist
- Michael Lang (* 1862 in Ettringen, † 1932 ebenda), seit 1888 Besitzer des Sägewerkes in Großaitingen und seit 1910 Papierfabrikant in Ettringen
- Josef Heigl (* 1953 in Großaitingen, † 2013 in Augsburg), Domkapitular im Bistum Augsburg